# 奧西拉 (佛羅里達州)
奧西拉（英語：Aucilla）是位於美國佛羅里達州傑佛遜縣的一個人口普查指定地區。截至2020年，人口为103人。

## 地理
奧西拉的座標為30°28′52″N 83°45′13″W / 30.48111°N 83.75361°W，而該地最高點為海拔高度31米（即102英尺）。

## 人口
根據2020年美國人口普查的數據，奧西拉的面積為5.19平方千米，當中陸地面積為5.19平方千米，而水域面積為0.00平方千米。當地共有人口103人，而人口密度為每平方千米19人。